# Xian de Xingren
Le xian de Xingren (兴仁县 ; pinyin : Xīngrén Xiàn) est un district administratif de la province du Guizhou en Chine. Il est placé sous la juridiction de la préfecture autonome buyei et miao de Qianxinan.

## Démographie
La population du district était de 427 417 habitants en 1999.